# Paolo dal Pozzo Toscanelli
Paolo Dal Pozzo Toscanelli (Florence, 1397 – 10 mei 1482) was een Italiaans wiskundige, astronoom en cartograaf.
Paolo dal Pozzo Toscanelli werd geboren in Florence als zoon van de arts Domenico Toscanelli. Na zijn opleiding op de universiteit van Padua waar hij wiskunde, filosofie en medicijnen studeerde verliet hij deze in 1424 met de titel doctor in de geneeskunde.
Toscanelli woonde het grootste deel van zijn leven in Florence, met af en toe uitstapjes naar Todi en Rome. Hij zou in correspondentie zijn geweest met geleerden in geheel Europa, maar zeker is dit niet. Zijn nagelaten geschriften moeten nog grondig worden onderzocht.
Dankzij zijn lange leven, zijn intelligentie en zijn brede belangstelling was Toscanelli een van de centrale figuren in de intellectuele en culturele geschiedenis van het Florence in de eerste jaren van de renaissance. Van zijn vriendenkring maakte onder meer de architect van de Duomo, Filippo Brunelleschi, en de filosoof Marsilio Ficino deel uit. Ook kende hij de wiskundige, schrijver en architect Leon Battista Alberti persoonlijk. Zijn beste vriend was kardinaal Nicolaas van Cusa, zelf een groot intellectueel en humanist. Nicolaas van Cusa droeg twee korte wiskundige werken, beide in 1445 geschreven, aan Toscanelli op. Ook maakte hij zichzelf en Toscanelli de gesprekspartners in een dialoog met de titel "De quadratura circuli" (Over de kwadratuur van de cirkel), geschreven in 1458.
Toscanelli lijkt samen met Cusanus deel te hebben uitgemaakt van een netwerk van Florentijnse en Romeinse intellectuelen, die Griekse wiskundige werken bestudeerden en daar ook naar op zoek waren in oude kloosters. Tot dit werk behoorden onder andere Filelfo, George van Trebizonde, de humanist paus Nicolaas V en Toscanelli's vrienden Alberti en Brunelleschi.
In 1439 liet de Griekse filosoof Gemistos Plethon, die het Concilie van Florence bijwoonde, Toscanelli kennis maken met het werk uit de 1e eeuw v.Chr. van de Griekse geograaf Strabo. Diens verslagen van zijn uitgebreide reizen en zijn kaarten waren tot dan toe niet bekend in Italië. Bijna 35 jaar later stapte Toscanelli in Strabo's voetsporen.
Rond 1468 ontwierp Toscanelli de gnomon, die nog steeds is te zien in de kathedraal van Santa Maria del Fiore in Florence: een bronzen plaat in de koepel hoog boven de linker dwarsbeuk en een cirkelvormige witte marmeren plaat laat in de vloer van de kathedraal, die de zomerzonnewende op een halve seconde nauwkeurig registreert, en die vervolgens eeuwenlang werd gebruikt voor andere berekeningen, zoals de regelmatige beweging van de zon; in feite een camera obscura.
In 1474 stuurde Toscanelli een brief en een kaart naar zijn Portugese correspondent Fernão Martins, priester van de kathedraal van Lissabon, waarin hij een schema uiteenzette om westwaarts te zeilen om zo de Specerij-eilanden en Azië te bereiken. Fernão Martins bracht dit schema aan het hof onder de aandacht van koning Alfons V van Portugal. Het origineel van deze brief is verloren gegaan, maar het bestaan ervan is bekend door Toscanelli zelf, die deze brief later samen met de kaart transcribeerde en vervolgens naar Christoffel Columbus stuurde. Columbus nam deze brief en kaart op zijn eerste reis naar de nieuwe wereld met zich mee. Toscanelli had zich echter op de grootte van de aarde verkeken, want hij maakte de veronderstelde oceaan tussen West-Europa en Japan veel kleiner dan tijdgenoten, wat hij compenseerde door de afstand over land tussen Portugal en China uit te rekken. Mee op grond van deze gebrekkige informatie waagde Columbus het westwaarts naar het Verre Oosten te varen maar toen na de voorziene drie weken geen land in zicht kwam,wilde de bemanning omkeren en brak er bijna muiterij uit. Al met al duurde de reis tweemaal zo lang als de kaart van Toscanelli had gesuggereerd.

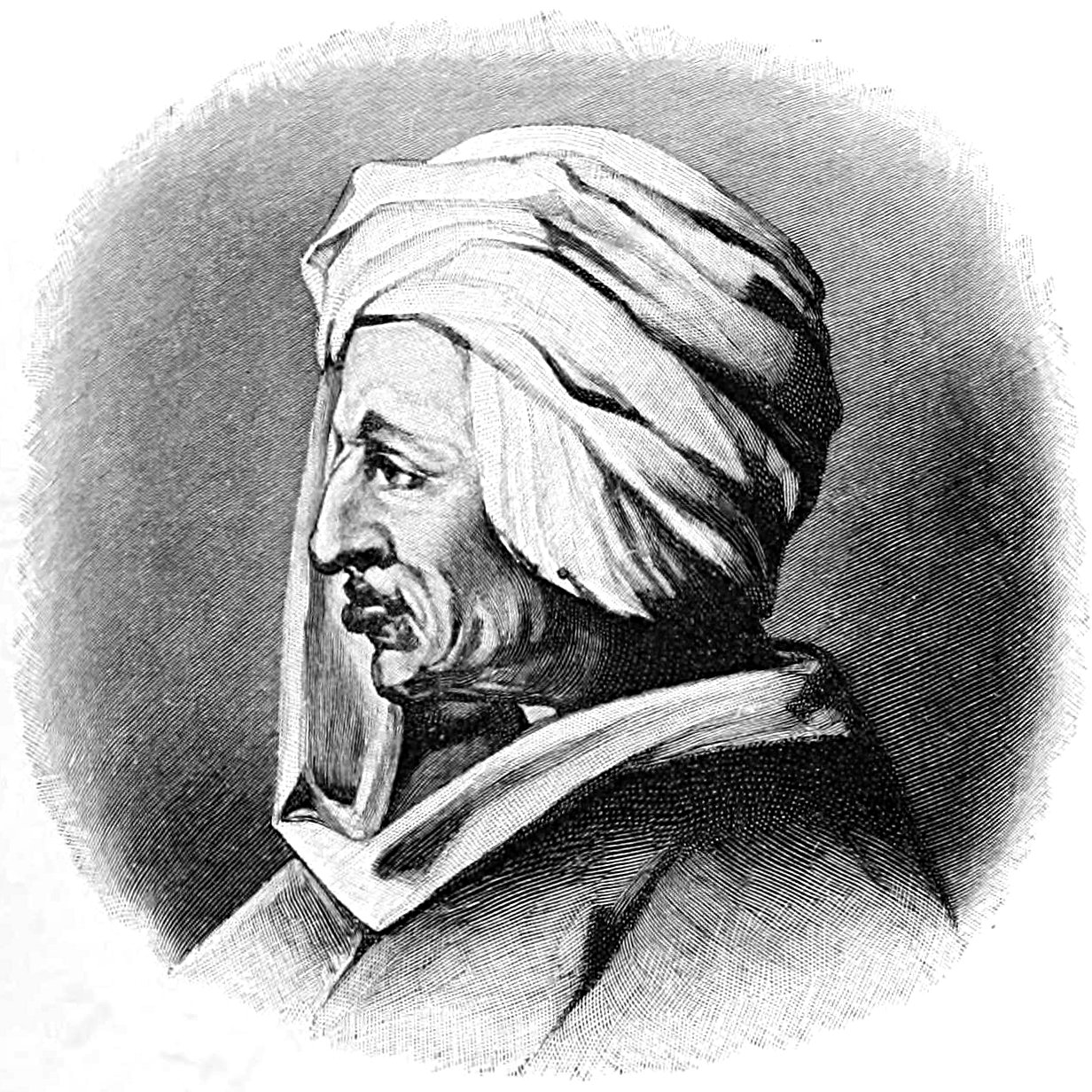
Paolo dal Pozzo Toscanelli
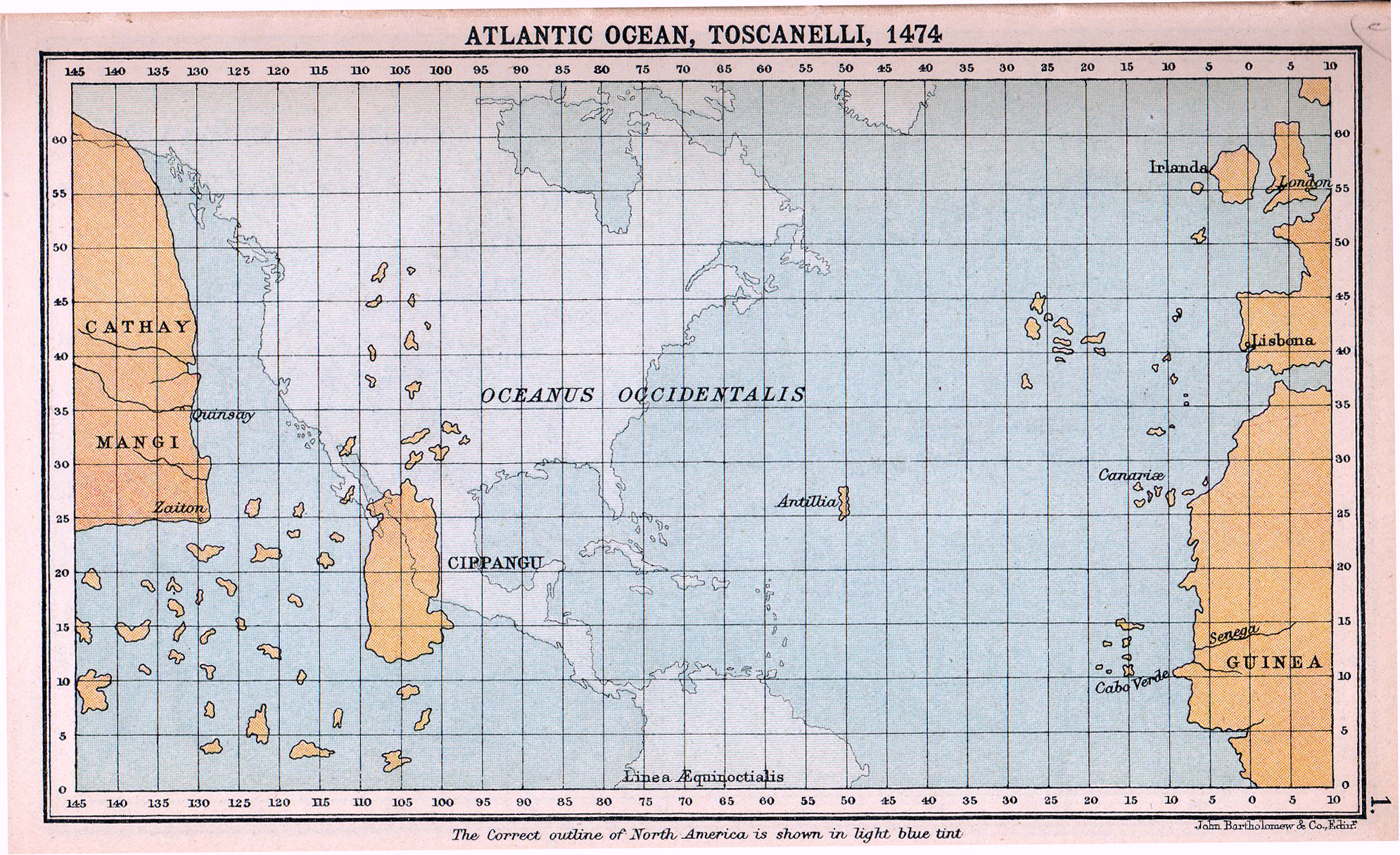
Kaart van de Atlantische Oceaan, door Paolo dal Pozzo Toscanelli (1474)
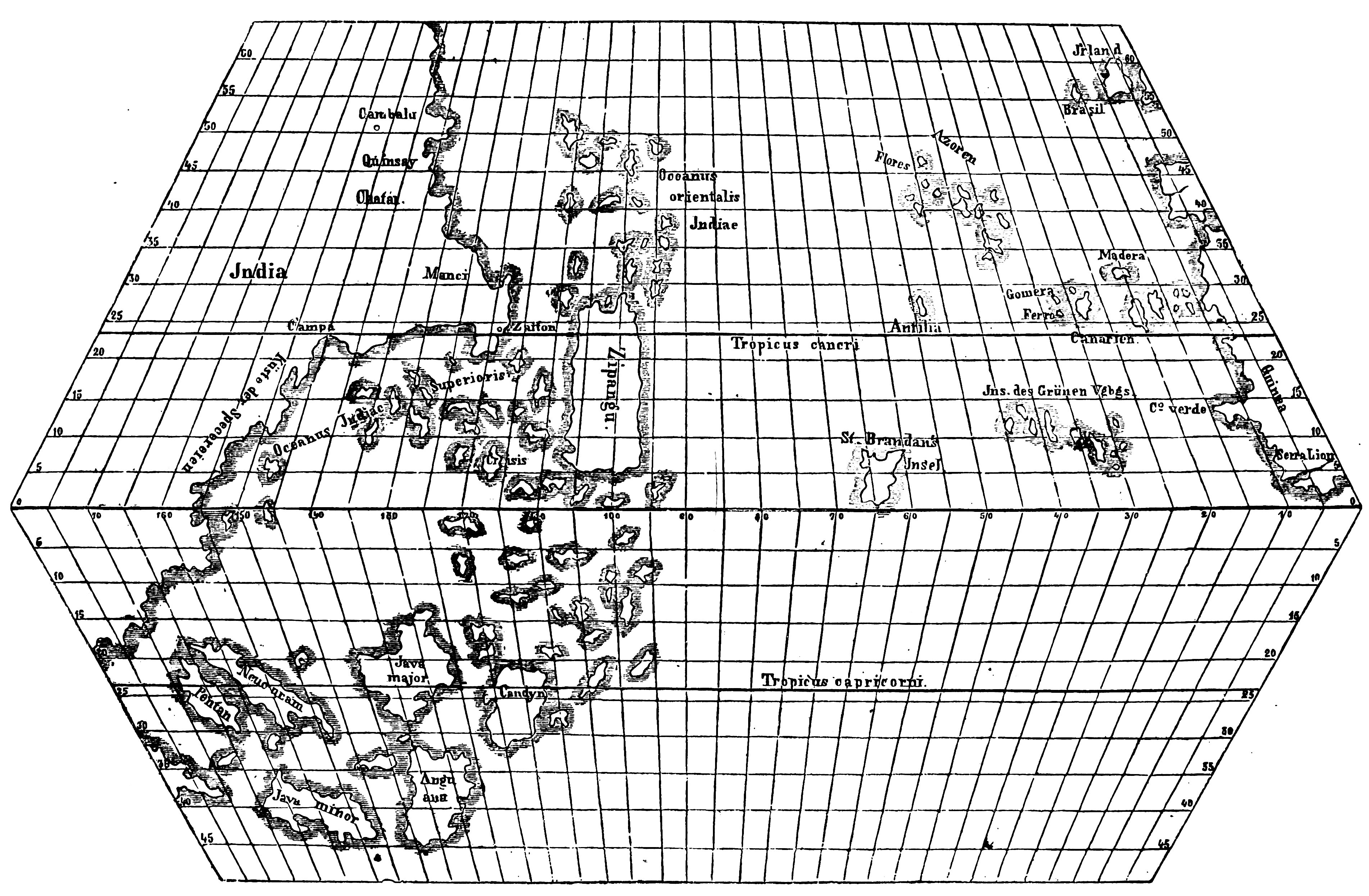
Kaart van Toscanelli
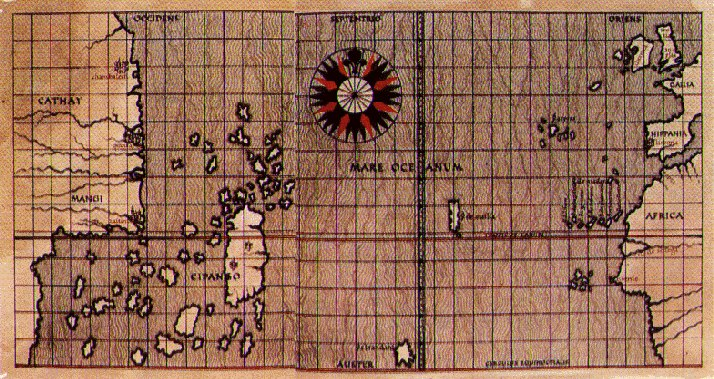
Kaart van Toscanelli